# Pentaschistis
Pentaschistis là một chi cỏ thuộc họ Poaceae. 
Chi này có các loài sau:
- Pentaschistis mannii